# 루트비히 카스
루트비히 카스(독일어: Ludwig Kaas, 1881년 5월 23일~1952년 4월 15일)는 독일의 성직자이자 정치인이다. 1928년부터 1933년까지 독일 중앙당의 의장을 지냈다.

## 생애
1881년 5월 23일 트리어에서 상인의 아들로 태어났다. 1928년부터 1933년까지 독일 중앙당의 의장을 지냈다. 중앙당 내 우파에 해당했으며, 중앙당은 마르크스주의와 관련된 모든 일파를 막기 위해 우파 내셔널리즘의 선두에 서야 한다고 주장했다. 1952년 4월 15일 로마에서 죽었다.